# 罪惡城市：男歡女愛
《罪惡城市：男歡女愛》是一款生活模擬遊戲，由法國遊戲製造商Monte Cristo于2005年在PlayStation 2和Windows平台發售。遊戲背景設定在虛擬的蘋果市（Apple City），玩家以好感度與女性角色建立關係後，新的任務將會解鎖。遊戲中不時出現性愛的畫面，也被認為是一款色情遊戲。